# Lomatium roseanum
Lomatium roseanum ist eine Pflanzenart aus der Gattung Lomatium innerhalb der Familie der Doldenblütler (Apiaceae). Diese sehr seltene Art kommt nur in den westlichen US-Bundesstaaten im nordwestlichen Nevada und südöstlichen Oregon vor und werden dort englisch Adobe parsley, adobe lomatium, rose-flowered desert-parsley genannt. Von der The Nature Conservancy = TNC wird sie als „bedroht“ („G2“) eingestuft.

## Beschreibung

### Vegetative Merkmale
Lomatium roseanum ist eine ausdauernde krautige Pflanze, die selten Wuchshöhen von 10 Zentimetern überschreitet. Die oberirdischen Pflanzenteile sind kahl. An der Basis ist ein Caudex ausgebildet. Die Wurzel ist dick und knollig. Die grundständig angeordneten Laubblätter sind grün und unscheinbar; jeder der drei Blattlappen ist wiederum aus drei spitz zulaufenden Blättchen zusammengesetzt, deren zahlreiche Segmente weniger als 1 cm in der Länge messen. Die Blattstiele sind an ihrer Basis von Blattscheiden umschlossen.Lomatium roseanum ähnelt Lomatium hendersonii, welche allerdings weiter nördlich vorkommt; außerdem ist Lomatium roseanum robuster und durch den Caudex leicht zu erkennen.

### Generative Merkmale
Die Blütezeit liegt zwischen April und Juni; in dieser Zeit kann die Art sehr leicht in freier Natur gefunden werden. Die Blütenstandsschäfte sind aufragend gebogen und 15 bis 20 cm lang. Die Blütenstände besitzen schlanke Hüllchenblätter. Die Blüten sind gelb, werden mit zunehmendem Alter aber weißlich. Die Teilfrüchte sind seitlich nur von schmalen „Flügeln“ umgeben, während die dorsalen Rippen flügellos sind.

## Vorkommen
Das Verbreitungsgebiet von Lomatium roseanum ist extrem klein: Die Art ist nur aus dem Washoe County in Nevada und nahegelegenen Orten in Südost-Oregon bekannt, wo sie allerdings auch schon wieder verschwunden sein könnte. Es wurde außerdem ein Vorkommen im Humboldt County in Nevada vermutet. Die Vorkommen liegen in Höhenlagen von 5.750 ft (1.753 m) bis 6.175 ft (1.882 m).
Es sind weniger als 20 Populationen bekannt, auch wenn diese im Einzelnen groß sein können. Die größten Populationen sind im Sheldon National Wildlife Refuge zu finden.
Lomatium roseanum lebt in steinigen Lebensräumen. Insbesondere bevorzugt die Art basaltische Schutthalden über Lehm-Böden. Sie kommt in Strauchsteppen zusammen mit Artemisia arbuscula, Poa secunda, Elymus elymoides, Arenaria aculeata, Phlox spec. und Erigeron linearis vor.
Die feuerökologische Bedeutung ist für die Vertreter der ganzen Gattung Lomatium völlig unbekannt. Den mit Lomatium roseanum vergesellschafteten Strauchsteppen-Pflanzen fehlen entsprechende Brennstoffe, um ein Feuer zu unterhalten. Einmal abgebrannt sterben diese nicht an ein Feuer-Regime angepassten Arten ab und werden kurzfristig durch Taeniatherum caput-medusae und Dach-Trespe (Bromus tectorum) ersetzt, wobei die Strauchsteppen-Vegetation sich mit der Zeit (etwa 2 bis 5 Jahre) durch die Bodensamenbank erneuert.

## Taxonomie
Ein Synonym für Lomatium roseanum Cronquist ist Leptotaenia leibergii J.M.Coult. & Rose.